# Zhao Yijing
Zhao Yijing (chinesisch 赵依静, Pinyin Zhào Yījìng; * 7. Februar 1989) ist eine ehemalige chinesische Tennisspielerin.

## Karriere
Xie spielte hauptsächlich Turniere auf der ITF Women’s World Tennis Tour, wo sie vier Titel im Einzel und neun im Doppel gewinnen konnte.

## Turniersiege

### Einzel
| Nr. | Datum             | Turnier   | Kategorie   | Belag     | Finalgegnerin   | Ergebnis      |
| --- | ----------------- | --------- | ----------- | --------- | --------------- | ------------- |
| 1.  | 14. Mai 2006      | Neu-Delhi | ITF $10.000 | Hartplatz | Sandhya Nagaraj | 6:4, 4:6, 7:5 |
| 2.  | 21. Mai 2006      | Neu-Delhi | ITF $10.000 | Hartplatz | Song Shanshan   | 6:2, 6:2      |
| 3.  | 2. September 2007 | Saitama   | ITF $10.000 | Hartplatz | Mari Tanaka     | 6:4, 6:3      |
| 4.  | 9. Januar 2012    | Pingguo   | ITF $25.000 | Hartplatz | Erika Takao     | 6:2, 6:4      |

### Doppel
| Nr. | Datum           | Turnier   | Kategorie   | Belag     | Partnerin     | Finalgegnerinnen                         | Ergebnis           |
| --- | --------------- | --------- | ----------- | --------- | ------------- | ---------------------------------------- | ------------------ |
| 1.  | 13. Mai 2006    | Neu-Delhi | ITF $10.000 | Hartplatz | Song Shanshan | Rushmi Chakravarthi Archana Venkataraman | 6:3, 6:4           |
| 2.  | 15. Juli 2007   | Miyazaki  | ITF $25.000 | Teppich   | Zhang Shuai   | Natsumi Hamamura Ayaka Maekawa           | 6:4, 6:4           |
| 3.  | 18. August 2007 | Tokio     | ITF $10.000 | Teppich   | Song Shanshan | Maiko Inoue Mari Inoue                   | 6:3, 6:1           |
| 4.  | März 2010       | Ningbo    | ITF $10.000 | Hartplatz | Liu Wanting   | Lu Jiaxing Li Xi                         | 6:0, 6:4           |
| 5.  | 14. Mai 2011    | Bangkok   | ITF $10.000 | Hartplatz | Li Ting       | Ayu-Fani Damayanti Lavinia Tananta       | 6:72, 6:4, [13:11] |
| 6.  | 18. Juni 2011   | Pattaya   | ITF $10.000 | Hartplatz | Liang Chen    | Luksika Kumkhum Napatsakorn Sankaew      | 1:6, 6:1, [10:7]   |
| 7.  | 2. Juli 2011    | Pattaya   | ITF $10.000 | Hartplatz | Liang Chen    | Misa Eguchi Akiko Omae                   | 6:3, 6:4           |
| 8.  | 9. Juli 2011    | Pattaya   | ITF $25.000 | Hartplatz | Liang Chen    | Yurina Koshino Varatchaya Wongteanchai   | 6:1, 6:4           |
| 9.  | 8. Januar 2012  | Pingguo   | ITF $25.000 | Hartplatz | Kao Shao-yuan | Liang Chen Tian Ran                      | 3:6, 7:63, [10:7]  |